# Kōwa
Kōwa (japanska: 弘和?, Kōwa), 10 februari 1381–28 april 1384 är en period i den japanska tideräkningen, vid det delade Japans södra tron. Kōwa motsvarar norra tronens Eitoku. Kejsare vid den södra tronen var Go-Kameyama. Shogun var Ashikaga Yoshimitsu.
En period med andra tecken (康和) men samma uttal finns under Heianeran, se Kōwa (Heian).

## Fotnoter
1. ↑  Uppslagsverket Daijirin (大辞林), elektronisk utgåva, Sanseido 2006. Datum enligt den japanska månkalendern som inte helt överensstämmer med den västerländska.